# Monte Pye (Nueva Zelanda)
El monte Pye es un monte en el sureste de la Isla Sur de Nueva Zelanda. Es el punto más alto del área conocida como The Catlins, alcanzando una cota máxima de 720 metros. Se encuentra a 40 kilómetros de Gore, y forma parte de la frontera entre Otago y Southland, las regiones más meridionales del país. Las laderas de este monte abastecen de agua a muchos de los ríos que discurren por la zona.  
- Datos: Q1950667